# 网络生命大百科
网络生命大百科（英文：Encyclopedia of Life，縮寫：EOL，或译为生命百科全书），是一部由世界各地的生物学家协作编辑的在线物种百科全书，旨在汇集地球上所有生物的科学知识，为每种生物构建一个“无限扩展”网页，包括视频、声音、图像、文本等。此外，EOL 还收录了生物多样性历史文献图书馆的内容，该网站对世界上主要自然历史图书馆的数百万页印刷文献进行了数字化处理。
EOL 上线於2008年2月26日，前期得到了美国多个组织和机构累计5000万美元的支持，其中的2000万和500万美元分别由麦克阿瑟基金会和艾爾弗·斯隆基金會资助，其余2500万美元来自五家学术机构：菲爾德自然史博物館、哈佛大学、海洋生物学实验室、密蘇里植物園和史密森尼学会。项目最初由史密森尼学会的詹姆斯·爱德华兹（James Edwards）领导，開發團隊則由北爱尔兰原生動物学家大卫·帕特森（David Patterson）领导。现时 EOL 由参与机构和个人资助者继续提供支持。

## 网站详情
EOL 的目标是为世界各地的生物爱好者、教育工作者、学生及科学家提供目前已知的约200万种生物的资料，其执行委员会包括以下机构与组织的高级职员：澳大利亚生物图鉴、生物多样性历史文献图书馆联盟、中国科学院、墨西哥国家生物多样性知识和利用委员会、菲爾德自然史博物館、哈佛大学、新亚历山大图书馆、麦克阿瑟基金会、海洋生物学实验室、密蘇里植物園、艾爾弗·斯隆基金會和史密森尼学会。网站内容依赖於其他生物学在线项目编制的索引信息，包括物种2000、整合分類學資訊系統（ITIS）、全球生物物种名录（CoL）、世界鱼类数据库（FishBase）、美国国家科学基金会（NSF）生命之樹项目、AmphibiaWeb、蘑菇瀏覽器（Mushroom explorer）和顯微鏡项目（microscope）等。
EOL 於2008年上线时推出了3万个条目，网站立即受到广大群众的欢迎，当浏览人次超过1100万时，不得不暂时恢复为演示页面两天。2014年1月16日，EOL 启动了“TraitBank”，这是一个可搜索的开放式数字存储库，用于存储所有生物分類單元的相关信息。
截至2011年9月，EOL 拥有超過70萬個物种的信息，以及超过60万张照片和数百万页扫描文献。当前 EOL 收录的重点是现存物种，但在日後将包括灭绝物种。随着分子技术等新进研究方法在生物学界的普遍使用，越来越多的新物种有望被陆续发现（特别是细菌、古菌和病毒等微生物），EOL 也将因此而不断扩充壮大。

## 延伸阅读
- 全物種基金會（英语：All Species Foundation）
- 在线百科全书列表
- 维基物种